# Johan Amberg
Johan Lauritz Walbom Amberg (20. oktober 1846 – 19. juni 1928) var en dansk violinist og komponist.
Påbegyndte sangstudium på Det kgl. Musikkonservatorium 1867, men måtte skifte til violin på grund af stemmeproblemer. Violinist i Det kgl. Kapel fra 1877 til 1905 hvorefter han helligede sig komposition. Nogle af hans musikstykker spilles stadigvæk lejlighedsvis, f.eks. ved Båstad Kammermusik Festival i 2004 eller I Wassenaar i Holland i 2003

## Musik
- op. 11 Trio for klarinet (violin), cello og klaver
- op. 12 Fantasistykke for klarinet (violin), bratsch (cello) og klaver (1910)
- op. 14 Danse des lutins for cello og klaver
- Suite for fløjte, klarinet (violin), obo og klaver (1923)
- Babillage de minuit : Humoresque (salonorkester)
- Les Cigales